# Football Club Casale 2018-2019
Questa voce raccoglie le informazioni riguardanti il Football Club Casale Associazione Sportiva Dilettantistica nelle competizioni ufficiali della stagione 2018-2019.

## Divise e sponsor
Il fornitore tecnico per la stagione 2018-2019 è Joma, mentre lo sponsor di maglia è Energica.
| 1ª divisa | 2ª divisa |

## Rosa
| N. |                    | Ruolo | Calciatore         |
| -- | ------------------ | ----- | ------------------ |
|    | Italia (bandiera)  | P     | Patrick Consol     |
|    | Italia (bandiera)  | P     | Adam Nikoci        |
|    | Italia (bandiera)  | P     | Andrea Fontana     |
|    | Italia (bandiera)  | P     | Francesco Ravetto  |
|    | Italia (bandiera)  | D     | Samuele Bettoni    |
|    | Italia (bandiera)  | D     | Nicola Cintoi      |
|    | Italia (bandiera)  | D     | Matteo Di Giovanni |
|    | Italia (bandiera)  | D     | Eros Fabbri        |
|    | Marocco (bandiera) | D     | Oussama M'Hamsi    |
|    | Italia (bandiera)  | D     | Antonio Pinto      |
|    | Italia (bandiera)  | D     | Francesco Todisco  |
|    | Italia (bandiera)  | D     | Mattia Villanova   |
|    | Italia (bandiera)  | C     | Lorenzo Brugni     |
|    | Italia (bandiera)  | C     | Angelo Buglio      |

| N. |                    | Ruolo | Calciatore                |
| -- | ------------------ | ----- | ------------------------- |
|    | Italia (bandiera)  | C     | Andrea Cardini (Capitano) |
|    | Italia (bandiera)  | C     | Lorenzo Coccolo           |
|    | Italia (bandiera)  | C     | Cesare Fiore              |
|    | Italia (bandiera)  | C     | Stefano Marinai           |
|    | Italia (bandiera)  | C     | Nicolò Petrillo           |
|    | Marocco (bandiera) | C     | Yassine Sadouk            |
|    | Italia (bandiera)  | C     | Lorenzo Simone            |
|    | Italia (bandiera)  | C     | Giacomo Vecchierelli      |
|    | Italia (bandiera)  | A     | Roberto Cappai            |
|    | Italia (bandiera)  | A     | Matteo Colla              |
|    | Italia (bandiera)  | A     | Mirko Mazzucco            |
|    | Italia (bandiera)  | A     | Manuel Pavesi             |
|    | Senegal (bandiera) | A     | Malick Sall               |
|    | Italia (bandiera)  | A     | Emanuele Testardi         |

## Calciomercato

### Sessione estiva (dall'1/7 al 31/8)
| Acquisti | Acquisti           | Acquisti           | Acquisti      |
| R.       | Nome               | da                 | Modalità      |
| -------- | ------------------ | ------------------ | ------------- |
| P        | Andrea Fontana     | Spezia             | svincolato    |
| D        | Samuele Bettoni    | OltrepoVoghera     | svincolato    |
| D        | Matteo Di Giovanni | Novara             | prestito      |
| D        | Eros Fabbri        | Genoa              | prestito      |
| D        | Luca Martinetti    | Albese             | fine prestito |
| D        | Oussama M'Hamsi    | Alessandria        | prestito      |
| D        | Leonardo Tambussi  | OltrepoVoghera     | definitivo    |
| C        | Lorenzo Coccolo    | Albissola          | svincolato    |
| C        | Stefano Marinai    | Viareggio 2014     | svincolato    |
| C        | Yassine Sadouk     | Pro Vercelli       | prestito      |
| C        | Lorenzo Zaia       | Borgovercelli      | fine prestito |
| A        | Pedro Ferrari      | BonBonAsca         | fine prestito |
| A        | Hamza Kerroumi     | PDHAE              | fine prestito |
| A        | Ardit Mullici      | Romentinese Cerano | fine prestito |
| A        | Emanuele Testardi  |                    | svincolato    |

| Cessioni | Cessioni            | Cessioni          | Cessioni      |
| R.       | Nome                | a                 | Modalità      |
| -------- | ------------------- | ----------------- | ------------- |
| P        | Michele Cafaro      | Udinese           | fine prestito |
| P        | Daniele Fistolera   | LG Trino          | svincolato    |
| P        | Alberto Varesio     | Alessandria       | fine prestito |
| D        | Alessandro Battista | Ferrera Erbognone | prestito      |
| D        | Mikael Bytyci       | LG Trino          | prestito      |
| D        | Marco Marianini     | LG Trino          | svincolato    |
| D        | Luca Martinetti     | Santostefanese    | prestito      |
| D        | Leonardo Tambussi   | Ferrera Erbognone | prestito      |
| C        | Christian Alvítrez  | Fiorenzuola       | svincolato    |
| C        | Andrea Birolo       | LG Trino          | prestito      |
| C        | Federico Fassone    |                   | svincolato    |
| C        | Marco Garavelli     | Busca             | svincolato    |
| C        | Luca Mazzucco       | LG Trino          | svincolato    |
| C        | Lorenzo Zaia        | Pontestura        | prestito      |
| A        | Emanuele Anastasia  |                   | svincolato    |
| A        | Pedro Ferrari       | Olympia Wijgmaal  | definitivo    |
| A        | Hamza Kerroumi      | PDHAE             | svincolato    |
| A        | Ardit Mullici       | Ferrera Erbognone | prestito      |

### Sessione di dicembre(dall'1/12 al 17/12)
| Acquisti | Acquisti | Acquisti | Acquisti |
| R.       | Nome     | da       | Modalità |
| -------- | -------- | -------- | -------- |

| Cessioni | Cessioni          | Cessioni | Cessioni   |
| R.       | Nome              | a        | Modalità   |
| -------- | ----------------- | -------- | ---------- |
| C        | Cesare Fiore      | Vigevano | prestito   |
| A        | Emanuele Testardi |          | svincolato |

### Sessione invernale(dall'1/1 al 31/1)
| Acquisti | Acquisti       | Acquisti    | Acquisti |
| R.       | Nome           | da          | Modalità |
| -------- | -------------- | ----------- | -------- |
| C        | Lorenzo Brugni | Alessandria | prestito |

| Cessioni | Cessioni | Cessioni | Cessioni |
| R.       | Nome     | a        | Modalità |
| -------- | -------- | -------- | -------- |

## Risultati

### Serie D

#### Girone di andata
| Arbitro: | Casalini (Pontedera) |

|            |           |  |
| Pavesi 16’ | Marcatori |  |

| Arbitro: | Gianquinto (Trapani) |

|                           |           |                             |
| Santonocito 67’ Orchi 82’ | Marcatori | 16’ Cappai 55’ Vecchierelli |

| Arbitro: | Costanza (Agrigento) |

|                      |           |                      |
| Cardini 90+6’ (rig.) | Marcatori | 56’ Segato 58’ Lisai |

| Arbitro: | Monesi (Crotone) |

|          |           |            |
| Sarr 14’ | Marcatori | 11’ Cintoi |

| Casale Monferrato 14 ottobre 2018, ore 15:00 CEST 5ª giornata | Casale           | 0 – 0 | Inveruno | Stadio Natale Palli (400 spett.)\| Arbitro: \| Mori (La Spezia) \| |
| Arbitro:                                                      | Mori (La Spezia) |       |          |                                                                    |

| Arbitro: | Restaldo (Ivrea) |

|            |           |             |
| Simoes 87’ | Marcatori | 19’ Bettoni |

| Arbitro: | Bergamin (Castelfranco Veneto) |

|                   |           |            |
| Cappai 58’ (rig.) | Marcatori | 83’ Miello |

| Borgosesia 4 novembre 2018, ore 14:30 CET 8ª giornata | Borgosesia            | 0 – 0 | Casale | Stadio comunale (300 spett.)\| Arbitro: \| Palmieri (Conegliano) \| |
| Arbitro:                                              | Palmieri (Conegliano) |       |        |                                                                     |

| Arbitro: | Perri (Roma 1) |

|                 |           |           |
| Cirrincione 78’ | Marcatori | 7’ Cappai |

| Arbitro: | Tesi (Lucca) |

|                         |           |  |
| Buglio 18’ Testardi 33’ | Marcatori |  |

| Arbitro: | Baldelli (Reggio nell'Emilia) |

|  |           |             |
|  | Marcatori | 56’ Bettoni |

| Arbitro: | Borriello (Arezzo) |

|                       |           |             |
| Buglio 4’ Coccolo 74’ | Marcatori | 15’ Zavatto |

| Arbitro: | Delnotaro (VCO) |

|  |           |                                    |
|  | Marcatori | 54’, 81’ (rig.) Cappai 72’ Todisco |

| Arbitro: | Vogliacco (Bari) |

|                               |           |              |
| Cappai 20’ (rig.), 85’ (rig.) | Marcatori | 90+1’ Merkaj |

| Arbitro: | Iannello (Messina) |

|  |           |           |
|  | Marcatori | 46’ Colla |

| Arbitro: | Gullotta (Siracusa) |

|              |           |              |
| Mazzucco 85’ | Marcatori | 88’ Lo Bosco |

| Arbitro: | Capriuolo (Bari) |

|  |           |                          |
|  | Marcatori | 55’ Bettoni 90+4’ Sadouk |

#### Girone di ritorno
| Arbitro: | Bullari (Brescia) |

|           |           |                                       |
| Cuneo 31’ | Marcatori | 3’ Coccolo 30’ Cappai 75’, 85’ Cintoi |

| Arbitro: | Andreano (Prato) |

|                        |           |  |
| Coccolo 21’ Simone 76’ | Marcatori |  |

| Arbitro: | Di Marco (Ciampino) |

|              |           |            |
| Malgrati 43’ | Marcatori | 81’ Cappai |

| Arbitro: | Rispoli (Locri) |

|  |           |                    |
|  | Marcatori | 74’ Marra 85’ Sarr |

| Arbitro: | D'Eusanio (Faenza) |

|             |           |  |
| Marioli 86’ | Marcatori |  |

| Arbitro: | Grasso (Ariano Irpino) |

|            |           |                  |
| Cappai 47’ | Marcatori | 26’, 52’ Casolla |

| Arbitro: | Faraon (Conegliano) |

|             |           |                   |
| Capotos 43’ | Marcatori | 74’ (rig.) Cappai |

| Casale Monferrato 24 febbraio 2019, ore 14:30 CET 25ª giornata | Casale             | 0 – 0 | Borgosesia | Stadio Natale Palli\| Arbitro: \| Silvera (Valdarno) \| |
| Arbitro:                                                       | Silvera (Valdarno) |       |            |                                                         |

| Arbitro: | Mucera (Palermo) |

|                   |           |         |
| Cappai 72’ (rig.) | Marcatori | 77’ Tos |

| Arbitro: | Mirabella (Napoli) |

|                         |           |  |
| Poesio 5’ Gioè 21’, 35’ | Marcatori |  |

| Casale Monferrato 24 marzo 2019, ore 14:30 CET 28ª giornata | Casale              | 0 – 0 | Savona | Stadio Natale Palli\| Arbitro: \| Rizzello (Casarano) \| |
| Arbitro:                                                    | Rizzello (Casarano) |       |        |                                                          |

| Arbitro: | Peletti (Crema) |

|                  |           |             |
| Baudi 43’ (rig.) | Marcatori | 55’ Coccolo |

| Arbitro: | Duzel (Castelfranco Veneto) |

|                               |           |                     |
| Vecchierelli 42’ Mazzucco 85’ | Marcatori | 21’ Sall 90’ Maglie |

| Arbitro: | Diop (Treviglio) |

|  |           |                   |
|  | Marcatori | 86’ (rig.) Pavesi |

| Arbitro: | Tomasi (Lecce) |

|  |           |           |
|  | Marcatori | 73’ Sardo |

| Arbitro: | Di Francesco (Ostia) |

|  |           |                        |
|  | Marcatori | 55’ Pavesi 69’ M'Hamsi |

| Arbitro: | Peletti (Crema) |

|                          |           |          |
| Cintoi 32’ Villanova 49’ | Marcatori | 69’ Diaw |

### Coppa Italia Serie D
| Arbitro: | Calvi (Bergamo) |

|                                         |           |  |
| Vecchierelli 2’ Coccolo 16’ Cardini 41’ | Marcatori |  |

| Arbitro: | Delnotaro (VCO) |

|  |           |            |
|  | Marcatori | 47’ Pavesi |

| Arbitro: | Rispoli (Locri) |

|              |           |                                    |
| Gasparri 11’ | Marcatori | 34’ Cardini 69’ Cappai 71’ Marinai |

| Arbitro: | Vingo (Pisa) |

|                       |           |  |
| Cintoi 57’ Sadouk 75’ | Marcatori |  |

| Arbitro: | Crezzini (Siena) |

|  |           |               |
|  | Marcatori | 76’ Gagliardi |

## Statistiche

### Statistiche di squadra
| Competizione         | Punti | In casa | In casa | In casa | In casa | In casa | In casa | In trasferta | In trasferta | In trasferta | In trasferta | In trasferta | In trasferta | Totale | Totale | Totale | Totale | Totale | Totale | DR  |
| Competizione         | Punti | G       | V       | N       | P       | Gf      | Gs      | G            | V            | N            | P            | Gf           | Gs           | G      | V      | N      | P      | Gf     | Gs     | DR  |
| -------------------- | ----- | ------- | ------- | ------- | ------- | ------- | ------- | ------------ | ------------ | ------------ | ------------ | ------------ | ------------ | ------ | ------ | ------ | ------ | ------ | ------ | --- |
| Serie D              | 54    | 17      | 6       | 7       | 4       | 18      | 15      | 17           | 7            | 8            | 2            | 22           | 13           | 34     | 13     | 15     | 6      | 40     | 28     | +12 |
| Coppa Italia Serie D | -     | 3       | 2       | 0       | 1       | 5       | 1       | 2            | 2            | 0            | 0            | 4            | 1            | 5      | 4      | 0      | 1      | 9      | 2      | +7  |
| Totale               | 54    | 20      | 8       | 7       | 5       | 23      | 16      | 19           | 9            | 8            | 2            | 26           | 14           | 39     | 17     | 15     | 7      | 49     | 30     | +19 |

### Andamento in campionato
| Giornata  | 1 | 2 | 3 | 4 | 5 | 6  | 7  | 8  | 9  | 10 | 11 | 12 | 13 | 14 | 15 | 16 | 17 | 18 | 19 | 20 | 21 | 22 | 23 | 24 | 25 | 26 | 27 | 28 | 29 | 30 | 31 | 32 | 33 | 34 |
| --------- | - | - | - | - | - | -- | -- | -- | -- | -- | -- | -- | -- | -- | -- | -- | -- | -- | -- | -- | -- | -- | -- | -- | -- | -- | -- | -- | -- | -- | -- | -- | -- | -- |
| Luogo     | C | T | C | T | C | T  | C  | T  | T  | C  | T  | C  | T  | C  | T  | C  | T  | T  | C  | T  | C  | T  | C  | T  | C  | C  | T  | C  | T  | C  | T  | C  | T  | C  |
| Risultato | V | N | P | N | N | N  | N  | N  | N  | V  | V  | V  | V  | V  | V  | N  | V  | V  | V  | N  | P  | P  | P  | N  | N  | N  | P  | N  | N  | N  | V  | P  | V  | V  |
| Posizione | 6 | 6 | 8 | 9 | 9 | 10 | 11 | 13 | 11 | 8  | 6  | 6  | 4  | 4  | 4  | 4  | 4  | 4  | 2  | 3  | 4  | 4  | 5  | 4  | 4  | 6  | 6  | 6  | 6  | 6  | 5  | 7  | 7  | 7  |

Legenda:

Luogo: C = Casa; T = Trasferta. Risultato: V = Vittoria; N = Pareggio; P = Sconfitta.